# Oribatula marina
Oribatula marina är en kvalsterart som först beskrevs av K. Fujikawa 1972.  Oribatula marina ingår i släktet Oribatula och familjen Oribatulidae. Inga underarter finns listade i Catalogue of Life.